# Poezja religijna
Poezja religijna – w badaniach literackich poezja religijna nie uzyskała jeszcze statusu terminu naukowego, czyli pojęcia o określonym znaczeniu i w związku z tym każdy z badaczy i krytyków musi podejmować na nowo dla własnego użytku próbę jego zdefiniowania. Podczas tej próby często zachodzi potrzeba trudnego rozgraniczenia pojęć tego, co religijne (odnoszące się do jakiejś konkretnej koncepcji Boga), a co quasi-religijne (odnoszące się do wszystkiego, czemu utwór nadaje charakter wartości absolutnej, nie akceptowanej jednak w tym charakterze przez kulturę ogólną (np.: ojczyzna, honor, rodzina, nauka, także wartości niższego rzędu, czy nawet antywartości).

## Próba definicji
Do poezji religijnej w szerszym sensie należy utwór, w którym podmiot wypowiedzi jawi się jako homo religiosus (człowiek religijny, istota ze swej natury religijna), a w węższym - gdy dominującą cechą utworu stanowi przeżycie jego relacji z Sacrum.
Przeżycia religijne podmiotu wypowiedzi mogą, ale nie muszą mieć uchwytnego związku z konkretnym systemem religijnym, a tym bardziej z określonym wyznaniem, a przeciętny odbiorca poezji religijnej intuicyjnie wyczuwa, czy poezja, z którą ma do czynienia jest religijna, czy też nie. Podczas jej odbioru zwykle konfrontuje własne doświadczenia religijne z doświadczeniami podmiotu lirycznego lub samego poety i nie próbuje definiować pojęcia, skupiając się na przeżywaniu osobistej relacji z Sacrum, utożsamiając Sacrum z Bogiem religii chrześcijańskiej, Bogiem, Absolutem lub sakralizując jakąś ideę i inne zjawiska pozareligijne.
Relacja homo religiosus i Sacrum może mieć zróżnicowany charakter - od pełnej afirmacji i kultu do poszukiwań, wątpliwości, buntu. Może ujawniać się bezpośrednio, np. w modlitwie poetyckiej lub pośrednio, np. poprzez posługiwanie się różnymi konkretami sacrosfery związanymi z sakralnym porządkiem świata, z obrzędem, kultem, sacrosfery kosmosu czy transcendentnych wartości, np. piękna, w nawiązaniach do Biblii oraz powszechnie znanych modlitw czy innych tekstów, np. dekalogu, pism św. Franciszka z Asyżu itd.
Jeśli odniesienia do Sacrum w strukturze utworu poetyckiego mają charakter marginalny, okazjonalny i wydają się nieistotne, to i tak podmiot liryczny utworu nie traci statusu homo religiosus.